# Passo Kulma
Il passo Kulma è un passo di montagna situato a 4.362 metri sul confine tra la Cina (regione autonoma dello Xinjiang) e il Tagikistan (regione autonoma del Gorno-Badachshan).
Il passo è stato ufficialmente aperto il 25 maggio 2004 ed è l'unico (legale) attraversamento di frontiera tra i due paesi e l'unica strada manutenuta a collegarli. Il traffico del valico è molto basso: secondo il ministero tagiko dei trasporti in un periodo trimestrale sono stati registrati transiti per appena 17 camion, 10 corriere, 240 tonnellate di merce e 172 persone; in verità i transiti non ufficiali sono stimati essere più comuni: molti locali (inclusi contrabbandieri) che non hanno il passaporto, necessario per attraversare la frontiera legalmente, approfittano dell'esistenza di altri punti di accesso e del fatto che il confine (soprattutto sul versante tagiko) è mal sorvegliato.